# The City Sleeps in Flames
The City Sleeps in Flames è l'album di debutto del gruppo musicale statunitense Scary Kids Scaring Kids, pubblicato il 28 giugno 2005 dalla Immortal Records.

## Tracce
1. The City Sleeps in Flames – 4:01
2. The Only Medicine – 2:51
3. The World as We Know It – 3:02
4. What's Said Is Done – 3:45
5. Just a Taste – 3:52
6. My Darkest Hour – 3:29
7. Drowning You in Fear – 3:12
8. The Bright Side of Suffering – 4:02
9. Empty Glasses – 2:50
10. Faith in the Knife – 3:27
11. A Breath of Sunshine – 5:45

Traccia bonus nella versione iTunes
1. What's Up Now – 4:25

## Formazione
- Tyson Stevens – voce
- Chad Crawford – chitarra, cori
- Steve Kirby – chitarra
- DJ Wilson – basso, cori
- Pouyan Afkary – tastiera, cori
- Peter Costa – batteria, percussioni

## Classifiche
| Classifica (2005)         | Posizione massima |
| ------------------------- | ----------------- |
| Stati Uniti (heatseekers) | 50                |